# Patto di chiesa
Il patto di chiesa [o "patto ecclesiale", in inglese: church covenant] è una dichiarazione che alcune confessioni religiose redigono e chiamano i loro membri a sottoscrivere, nella quale sono delineati i doveri che essi responsabilmente assumono verso Dio e l'uno verso l'altro.

## Storia del concetto
L'idea di un patto di chiesa è espressione dell'ecclesiologia delle chiese libere e sorge nell'ambito del Puritanesimo inglese, diventando poi uno dei tratti caratteristici del movimento delle chiese battiste.
Nel XVI secolo, la Chiesa di Inghilterra, confrontandosi con l'insegnamento della Bibbia sotto l'impulso del Protestantesimo continentale, intraprende quella riforma che la staccherà da molte persuasioni, pratiche e tradizioni del Cattolicesimo romano. In modo particolare, essa, a partire dal tempo di Enrico VIII, ripensando al significato, struttura e funzione dell'essere chiesa, viene coinvolta in accese discussioni sulla misura in cui queste riforme debbano avvenire. Fino al tempo di Edoardo VI prevale il modello dell'ecclesiologia riformata ginevrina. Dopo la parentesi di Maria I d'Inghilterra in cui viene restaurato il Cattolicesimo romano, con Elisabetta I prevale una linea di compromesso che continuerà fino a Carlo I, quando, in seguito alla guerra civile, torna a prevalere il presbiterianesimo calvinista. Con Carlo II si riconferma e viene imposta una linea di compromesso fra Protestantesimo e Cattolicesimo. È questa che non piace a molti teologi e predicatori che fanno pressione affinché si attui con coraggio una riforma che purifichi la chiesa da tutte le dottrine e tradizioni cattolico-romane che non trovano riscontro nella Bibbia (da qui il termine Puritani e Puritanesimo). La resistenza ed il rifiuto, però, dell'istituzione ad attuare queste riforme, farà sì che molti, indisposti ad attendere che si attuino queste riforme, ritenute improbabili, forzino la mano e costituiscano comunità cristiane indipendenti separate (da cui il termine "separatismo"), che poi daranno origine alle chiese conosciute come congregazionaliste e battiste.
È in quest'ambito che si precisa e si consolida, così, un'ecclesiologia diversa dalle tradizionali chiese territoriali e "di popolo", confuse ed alleate con lo stato, distinte in parrocchie e governate generalmente da gerarchie clericali (episcopato). È l'ecclesiologia della "chiesa libera", intesa come associazione locale libera e volontaria di cristiani impegnati, autogestita democraticamente e distinta ed indipendente dallo Stato, che si legano l'uno all'altro sulla base di un patto di chiesa e si dotano di una confessione di fede. Nel caso del movimento battista, esso vede nel battesimo dei credenti il suggello di questo impegno verso Dio e l'uno verso l'altro. Questo movimento si avvicina così alla dottrina ed all'esperienza degli Anabattisti prima e poi dei Mennoniti.
Il concetto di chiesa come popolo di Dio legato da un patto, benché non nuovo nella storia del cristianesimo, viene elaborato soprattutto dal riformatore Martin Bucero (1491-1551) di Strasburgo e ripreso, nell'ambito del Puritanesimo da Richard Fitz (1570) che stabilisce a Londra per il 1567 una comunità separata dall'Anglicanesimo imposto per legge. Egli esprime l'aspirazione di molti nello stabilire una chiesa separata dall'ingerenza dello stato, che porti le caratteristiche di un'autentica chiesa: la predicazione biblica, sacramenti legittimi e che sia regolata dalla disciplina ecclesiastica. Questa chiesa deve formarsi, afferma, sulla base di un patto contratto volontariamente. Fritz scrive: "Mi sono unito in preghiera e nell'ascolto della Parola di Dio, con coloro che non hanno ceduto alla spazzatura idolatra" (ammessa dalla Chiesa di Inghilterra). La natura del patto è l'impegno a "non ritornare alla predicazione ecc. di coloro che portano i segni della bestia romana". Incluso in questo patto è un documento che presenta nove ragioni per le quali si essi intendono separarsi dalla chiesa stabilita, a non avere più nulla a che fare con la corruzione della chiesa di Inghilterra. 
Robert Browne (1540-1630) teorizza come i fedeli di Dio siano chiamati a separarsi dagli infedeli e che l'unico modo per formare una vera chiesa sia per i credenti di accordarsi insieme in un patto, la cui sottoscrizione è richiesta da parte di chiunque voglia farne parte. È così che il popolo si sottometterebbe all'autorità di Cristo, diventando una vera chiesa locale. La sottoscrizione di questo patto diventerebbe così segno essenziale del cristiano autentico. Henry Barrowe (1550-1593) riprende e sistematizza le idee del Browne, collegando il patto della chiesa locale con il patto eterno di Dio, e mettendo in rilievo la necessità dell'esercizio della disciplina ecclesiastica per coloro che infrangono questo patto. Le chiese che non si separano dagli empi e non si impegnano con un chiaro patto non possono, secondo il Barrowe, essere considerate vere chiese di Cristo. Nella Confessione di fede separatista del 1596, nella trentatreesima proposizione, viene descritta la vera chiesa come "coloro che sono disposti ad unirsi insieme in comunione cristiana e in un patto bene ordinato e, confessando fede ed ubbidienza a Cristo, si uniscono in congregazioni particolari laddove, come membri di un unico corpo di cui Cristo è il solo capo, devono rendere culto e servire Dio secondo la sua Parola".
Essendo scarsa la documentazione al riguardo, non si sa fino a che punto queste idee separatiste abbiano poi influenzato il pensiero di John Smyth, principale ispiratore del movimento battista in Inghilterra. Attraverso gran parte della sua carriera John Smyth crede che un patto ecclesiale locale sia la risposta più appropriata all'offerta da parte di Dio del patto di grazia. Afferma di essere debitore di queste idee agli "antichi fratelli" separatisti. Smyth afferma che i veri membri di chiesa sono "solo i santi" e che questi devono convergere in una chiesa stabilendo un patto. In altre parole, il modo più appropriato per rapportarsi a Dio, è attraverso una comunità di credenti legata da un patto fraterno. Da questa prospettiva, Smyth ha molto in comune con la persuasione anabattista che il modo migliore per rapportarsi a Dio sia attraverso la comunità dei credenti, ma, avvicinandosi sempre più alle persuasioni mennonite, egli non darà più al patto l'importanza di prima.
L'idea di patto di chiesa diventa prominente fra i puritani che si stabiliscono in America. Nel 1649, a Cambridge nel Massachusetts, John Cotton, Richard Mather, e Ralph Partridge elaborano un "modello per il governo della chiesa" in questi termini: Dio vuole che il suo popolo si raccolga in chiese visibili locali. Questa unione visibile non può essere stabilita da una semplice "fede", perché essa è invisibile, né da una "nuda professione" di fede, perché questa non rende una persona parte dell'una o dell'altra chiesa particolare; né per "coabitazione" (cìoè vivere nella stessa comunità), perché "atei ed infedeli possono ben vivere assieme con i credenti", né per "battesimo", dato che il battesimo in sé non fa di una particolare persona parte di una chiesa particolare. Quel che stabilisce l'unione visibile dei credenti in una chiesa è che essi fanno un patto l'uno con l'altro per essere chiesa.

## Attualità del concetto
La crisi ed il superamento del concetto di "chiesa di popolo", quando (una o alcune chiese) sono identificate come "chiese ufficiali" godendo così dell'appoggio in vario grado dello stato, in seguito all'affermarsi della società pluralistica e laica, "costringe" oggi tutte le chiese a diventare, di fatto, associazioni volontaristiche di persone con particolari interessi religiosi. Esse diventano così non dissimili da tante altre associazioni con interessi diversi, dotate di propri statuti e sostanzialmente autogestite. L'evoluzione naturale della nostra società porta così a rivalutare il concetto di "chiesa libera" e quindi anche quello del "patto di chiesa" che stabilisce i diritti ed i doveri di chi ne fa parte. Siamo così di fronte ad una "deistituzionalizzazione" della chiesa e sicuramente ad una purificazione della stessa da tutti gli elementi corruttori insorti fin dal tempo in cui l'imperatore Costantino rende il cristianesimo religione di Stato. D'altro canto, la sottoscrizione di un "patto di chiesa" e l'esercizio della disciplina che esso implica, è tale da responsabilizzare il membro di chiesa rispetto ai suoi doveri, altrimenti negletti o delegati ad altri.
Kevin T. Bauder, del Central Baptist Theological Seminary of Minneapolis, scrive: "Il patto [di chiesa] diventa sia una bandiera che una barriera per una chiesa locale. Da un canto, il patto serve come invito a far parte della chiesa per coloro che concordano con quella chiesa, d'altro canto, esso serve come ammonimento contro coloro che vorrebbero farne parte ma la cui visione della chiesa non è compatibile con i suoi termini".

## Esempio di Patto di Chiesa
Ecco un esempio di Patto di chiesa di una comunità evangelica italiana.